# Microcebus boraha
Microcebus boraha és una espècie de primat de la família dels quirogalèids. És endèmic de l'illa malgaixa de Santa Maria. Té una llargada total de 28–29 cm i la cua de 14–15 cm. Probablement es tracta d'un animal nocturn. El seu nom específic, boraha, es refereix al nom malgaix de l'illa que habita, Nosy Boraha. Com que fou descoberta fa poc, l'estat de conservació d'aquesta espècie encara no ha estat avaluat formalment.